# Inmigración china en Paraguay
A diferencia de muchos otros países latinoamericanos, la presencia de la comunidad de origen chino en Paraguay tiene una historia más reciente y está compuesta en su inmensa mayoría por taiwaneses. Esto se debe a que Paraguay es el único país sudamericano que reconoce a la República de China (Taiwán) en lugar de la República Popular China (China continental).
En la mayoría de las otras naciones latinoamericanas, se tiene conocimientos acerca de importantes núcleos de población de origen chino desde el siglo XIX. Sin embargo, se tiene muy pocas referencias sobre la colonia china en el Paraguay hasta la segunda mitad del siglo XX.
Tal vez la razón principal de esta situación se deba a que antes del siglo XX había pocos deseos en Paraguay para aceptar la llegada de personas asiáticas interesadas en radicarse allí. Por otro lado, también hay que tener en cuenta que recién en la década de 1940 se presentó un marco regulatorio explícito que señalaba y clasificaba el arribo de ciudadanos asiáticos en calidad de inmigrantes.
Anterior a ello, indistintamente fuesen japoneses, chinos o coreanos, con frecuencia eran sencillamente denominados conjuntamente como “chinos”.
La comunidad china tiene gran presencia en los departamentos de Alto Paraná y Asunción.

## Historia

### SigloXIX

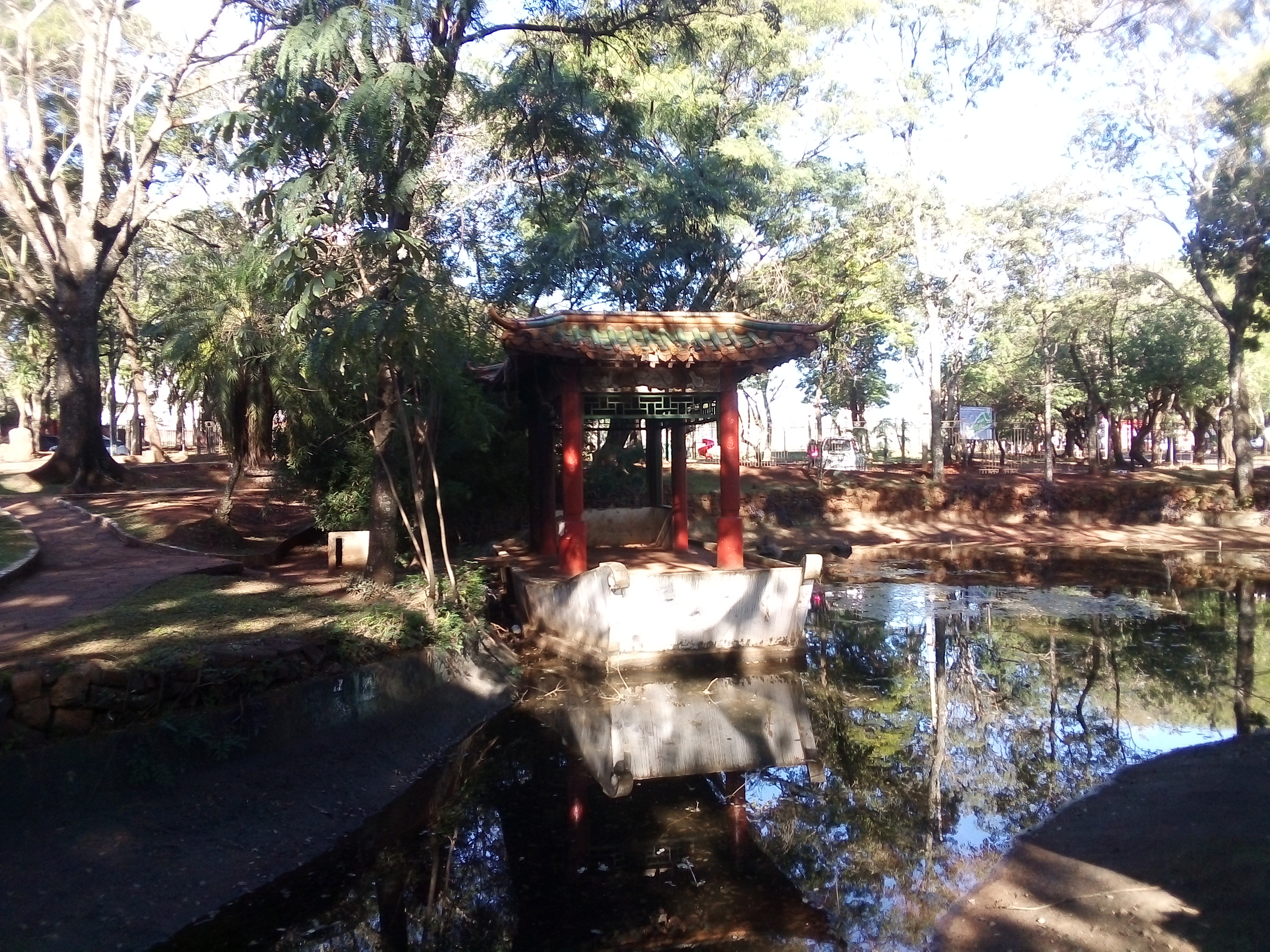
Pagoda y estanque en Parque Taiwanés del Alto Paraná.

Es muy probable que ya en el siglo XIX, hubieran llegado a Paraguay inmigrantes de origen chino, como individuos particulares o pequeños núcleos familiares.
La vida republicana paraguaya fue testigo de dos grandes conflictos militares con enormes y severas repercusiones en todos los ámbitos de su realidad nacional. El primer conflicto fue la denominada Guerra de la Triple Alianza (1864-1870), donde Paraguay tuvo que luchar militarmente contra una coalición formada por Argentina, Brasil y Uruguay.
Ante la enorme cantidad de bajas humanas y saqueos que sufrió la nación guaraní, lo más lógico de imaginar es que los escasos inmigrantes chinos que se habían radicado en ese país para esa época, hubieran corrido con la misma suerte que los paraguayos. 
Sus pocas pertenencias y documentación debieron desaparecer en medio de la vorágine del cruento conflicto que causó un desastre demográfico, la pérdida de gran parte del territorio nacional y una abultada indemnización de guerra para el Estado Paraguayo.

### Primera mitad delsigloXX
De 1932 a 1935 se libró la Guerra del Chaco, otro gran conflicto militar que conmovió profundamente al Paraguay. 
Debido a la aridez y escasa población en la región, los límites de la dependencia político-administrativa del Chaco nunca fueron definidos desde la época colonial. Finalmente, Bolivia y Paraguay en enfrentaron bélicamente por el control del Chaco Boreal.
Al igual que en la Guerra Grande, se desconoce la realidad de lo que hubiese ocurrido a los inmigrantes chinos que pudieron estar presentes para esa época en territorio guaraní.

### Paraguay y Taiwán estrechan lazos

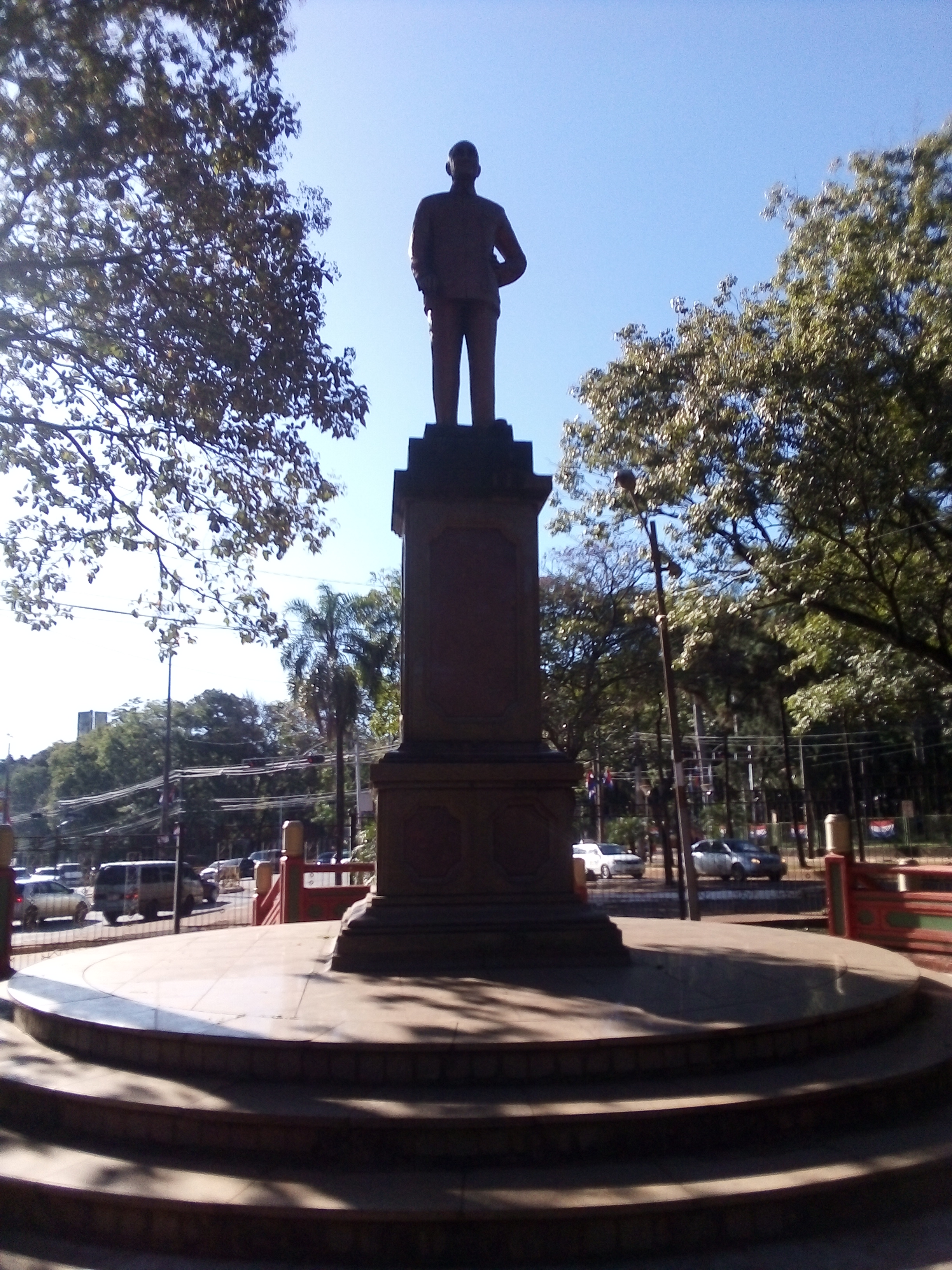
Estatua del militar y político Chiang Kai-shek en Ciudad del Este.

La República de China y la República del Paraguay establecieron relaciones diplomáticas el 8 de julio de 1957. En virtud a esto se firmaron una serie de acuerdos y tratados entre ambos países, que obviamente facilitaron la llegada y la radicación de inmigrantes chinos en Paraguay. La entrada significativa de inmigrantes taiwaneses se produce en la década de los sesenta.
En la actualidad, Paraguay tiene su embajada en la ciudad de Taipéi; mientras que la República de China tiene su embajada en Asunción, así como un consulado general en Ciudad del Este.

## Actualidad de la comunidad china
Se estima que en todo Paraguay, la comunidad de origen chino llega a unas 40 mil personas.
Después de Brasil y Perú, posiblemente Paraguay es el país latinoamericano con mayor núcleo poblacional de ascendencia china. La ausencia de discriminación étnica, política o religiosa ha conllevado a los inmigrantes de origen chino a sentirse cómodos en el Paraguay. En la actualidad, se encuentran plenamente integrados en la sociedad guaraní, estando presentes en todas las profesiones y estratos sociales. La mayor parte de ellos se dedican al comercio al detal, así como a industrias maquiladoras. Muchos de los taiwaneses que emigraron hacia Paraguay en los años setenta y ochenta, se trasladaron posteriormente a Brasil.
Jorge Di Masi, experto en asuntos de Asia y el Pacífico del Instituto de Relaciones Internacionales de la Universidad de La Plata, opina que los inmigrantes chinos en Latinoamérica “se sienten bien porque valoran mucho el fácil contacto con la naturaleza y los espacios grandes que pueden disfrutar a diferencia de los que les ocurre en las grandes y populosas ciudades chinas”.
La llamada “Triple Frontera”, que se encuentra en el límite entre Argentina, Paraguay y Brasil, es considerado un territorio fértil para el asentamiento de chinos, como lo demuestran los más de 15.000 residentes sólo en Ciudad del Este, y la reciente apertura del banco Chinatrust. Allí es donde se concentra la comunidad china latinoamericana.

## Cultura

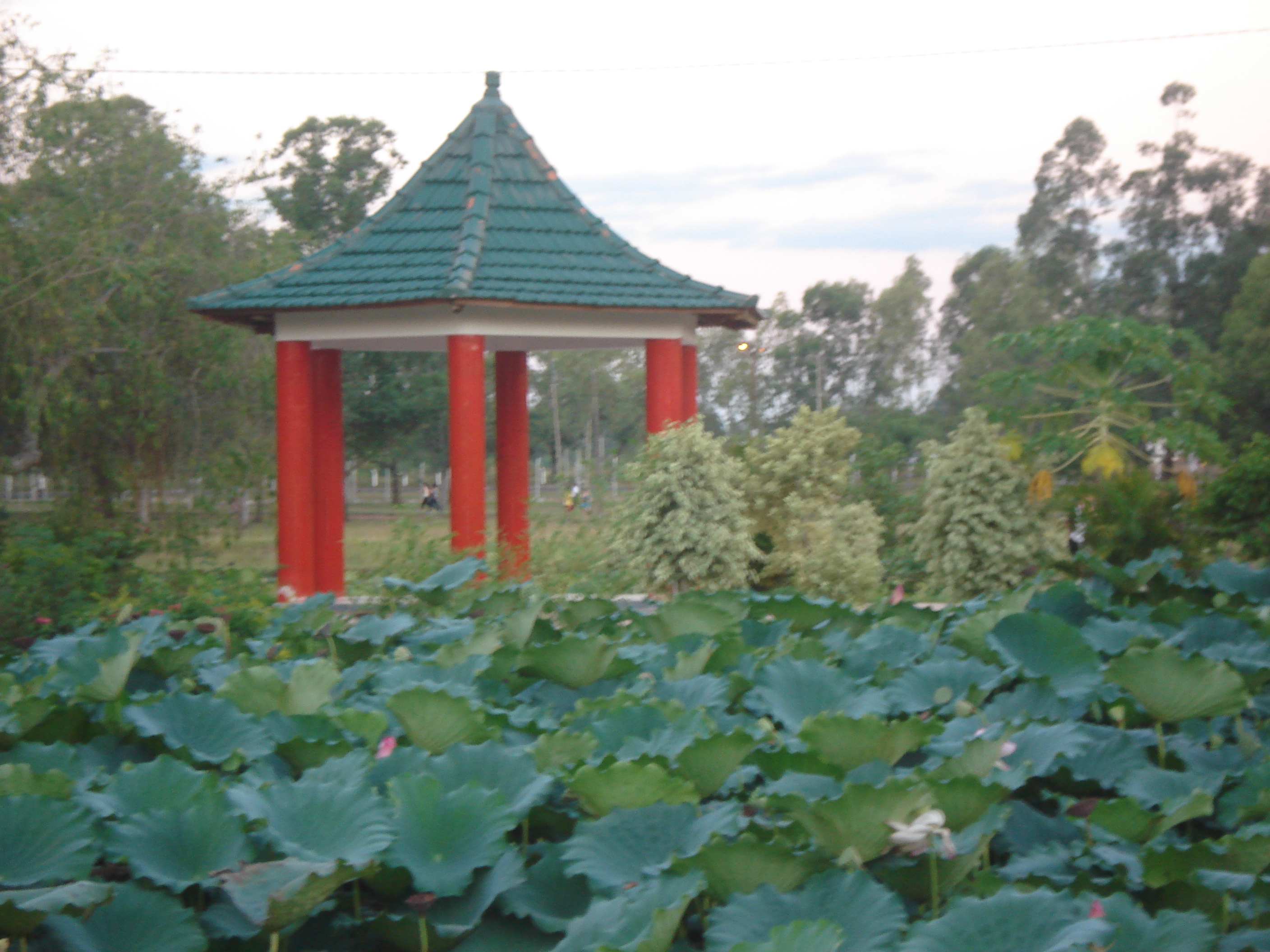
Parque Taiwán en Ñu Guazú, Luque.

Tanto los chinos radicados en Paraguay, como sus descendientes, mantienen su milenarias tradiciones culturales gastronómicas.
Prueba de ello, son las usuales ferias donde se pueden disfrutar las comidas típicas del país asiático, además de las ferias de artesanías y los talleres con demostración de la grafía china.
Asimismo, existe una interesante cantidad de estudiantes del idioma chino, principalmente en Alto Paraná.
En ocasiones especiales se llevan a cabo presentaciones de artes marciales y shao lin, baile con seña de manos, taichi de abanicos, taichi chuan, danza de las mil manos y el célebre baile del león. Generalmente, estos eventos concluyen con el tradicional lanzamiento de faroles luminosos encendidos.

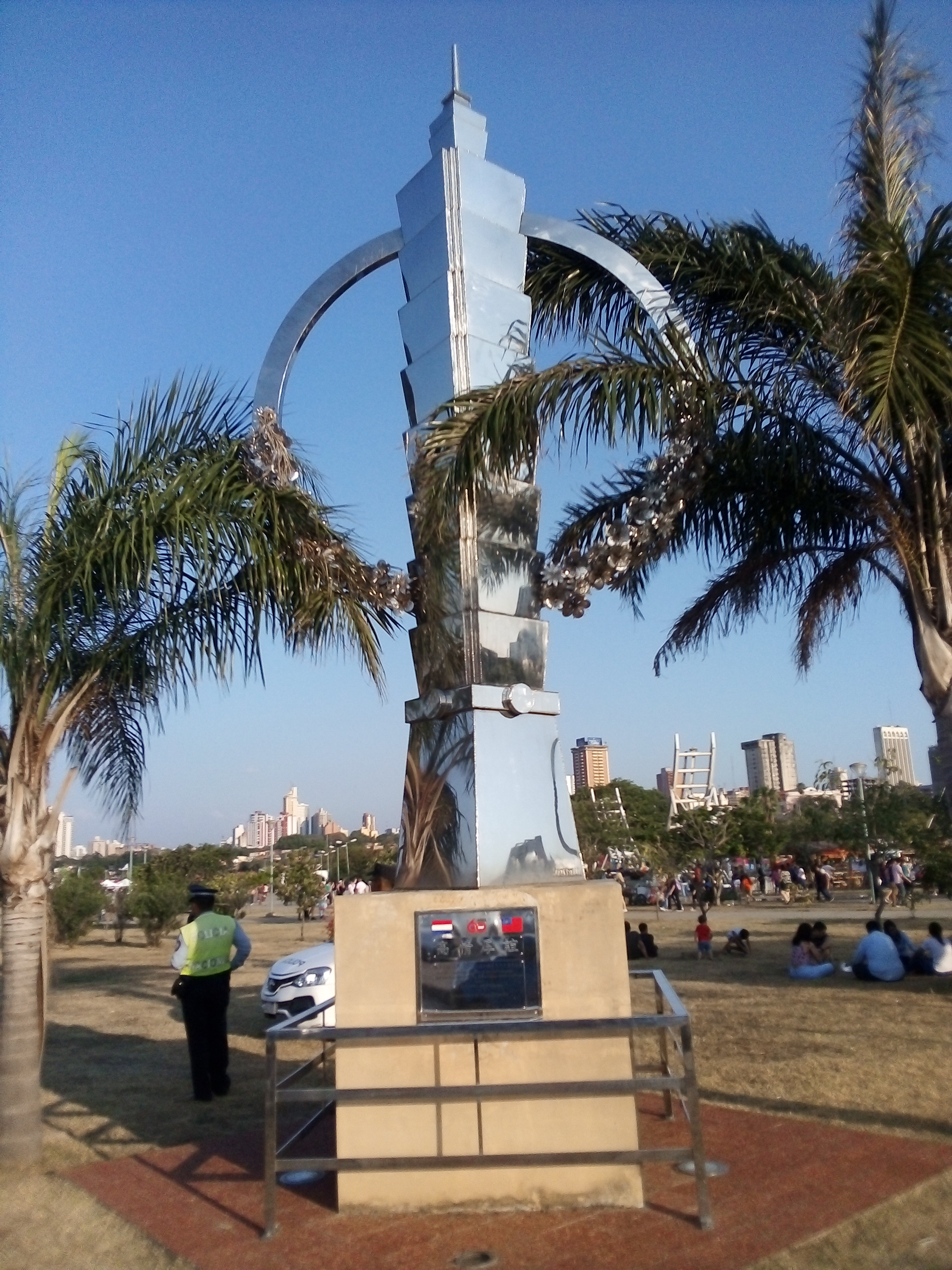
Monumento a la amistad paraguayo-taiwanesa en Asunción. Representa al rascacielos Taipei 101.

En 2011, ocasión de celebrarse importantes onomásticos para ambos países, fueron programados una serie de actividades para conmemorar tanto el Bicentenario de la Independencia del Paraguay como el Centenario de la República de China.
Las mismas incluyeron exhibiciones de fotos, presentaciones artísticas y culturales, así como festivales de cine en Paraguay. Tales eventos contaron con el apoyo de organizaciones de la comunidad china en ese país sudamericano, tales como la Cámara de Comercio e Industria Paraguayo-China (Taiwán) y la Asociación Paraguayo-Taiwanesa de Amistad y Cooperación (APTAC).
En Taiwán, la Embajada del Paraguay también desplegó una serie de actividades de celebración, incluyendo una importante muestra fotográfica de ese país.